# Todd Perry (hokeista)
Todd Perry (ur. 13 grudnia 1986 w Cornwall) – kanadyjski hokeista.

## Kariera
- Char-Lan Rebels (2001-2002)
- Brockville Braves (2002-2004)
- Boston College (2004)
- Barrie Colts (2004-2006)
- London Knights (2006-2007)
- Columbia Inferno (2007-2008)
- Toronto Marlies (2008-2010)
- Reading Royals (2010-2011)
- Worcester Sharks (2011)
- Mołot-Prikamje Perm (2011-2012)
- Saryarka Karaganda (2012-2013)
- Admirał Władywostok (2013)
- Buran Woroneż (2014)
- Jużnyj Urał Orsk (2014-2015)
- Reading Royals (2015-2017)
- Gothiques d'Amiens (2017)

Wychowanek klubu Kirkland Lake Blue Devils. Występował w kanadyjskich rozgrywkach juniorskich OHL w ramach CHL, a następnie w amerykańskich ligach NCAA, ECHL, AHL. Od 2011 grał w rosyjskim klubie Mołot-Prikamje Perm w rozgrywkach Wysszaja Chokkiejnaja Liga, następnie przez rok w kazachskiej Saryarka Karaganda w lidze kazachskiej. Od sierpnia 2013 zawodnik rosyjskiego klubu Admirał Władywostok w lidze KHL. 1 grudnia zwolniony z klubu. Od stycznia 2014 zawodnik Burana Woroneż. W sezonie 2014/2015 grał w Orsku, a od 2015 do 2017 ponownie w Reading w USA. Od maja 2017 zawodnik Amiens.

## Sukcesy
Klubowe
- Hamilton Spectator Trophy: 2007 z London Knights
- Holody Trophy: 2007 z London Knights
- Pierwsze miejsce w rundzie zasadniczej WHL: 2013 z Saryarką Karaganda
- Srebrny medal mistrzostw WHL: 2013 z Saryarką Karaganda